# 卡皮塔尼夫卡 (科明捷爾尼夫西克區)
46°58′10″N 30°51′49″E / 46.96944°N 30.86361°E
卡皮塔尼夫卡（烏克蘭語：Капітанівка）是位於烏克蘭西南部的村莊，由敖德萨州贝雷济夫卡区的庫里索韋市鎮負責管轄。該村始建於1920年，面積0.38平方公里，海拔高度18米，2001年人口102，人口密度每平方公里268.42人。